# Maglione
Maglione (piemontesisch Majon) ist eine Gemeinde in der italienischen Metropolitanstadt Turin (TO), Region Piemont.

## Lage und Einwohner
Maglione liegt 47 km nordöstlich von Turin. Das Gemeindegebiet umfasst eine Fläche von 6 km² und hat 423 Einwohner (Stand 31. Dezember 2023).
Die Nachbargemeinden sind Borgo d’Ale, Borgomasino und Moncrivello.

## Geschichte

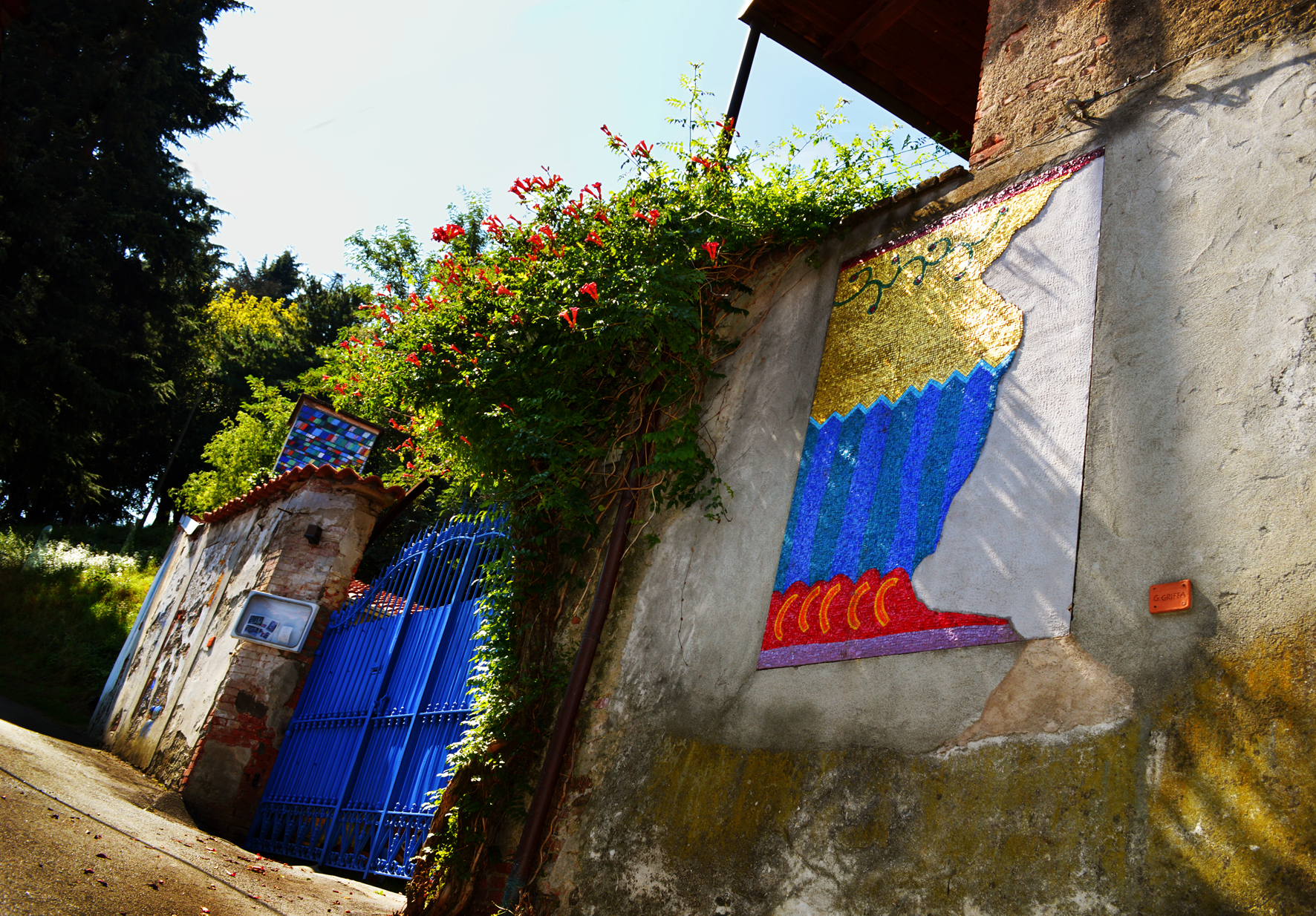
Kunst im öffentlichen Raum

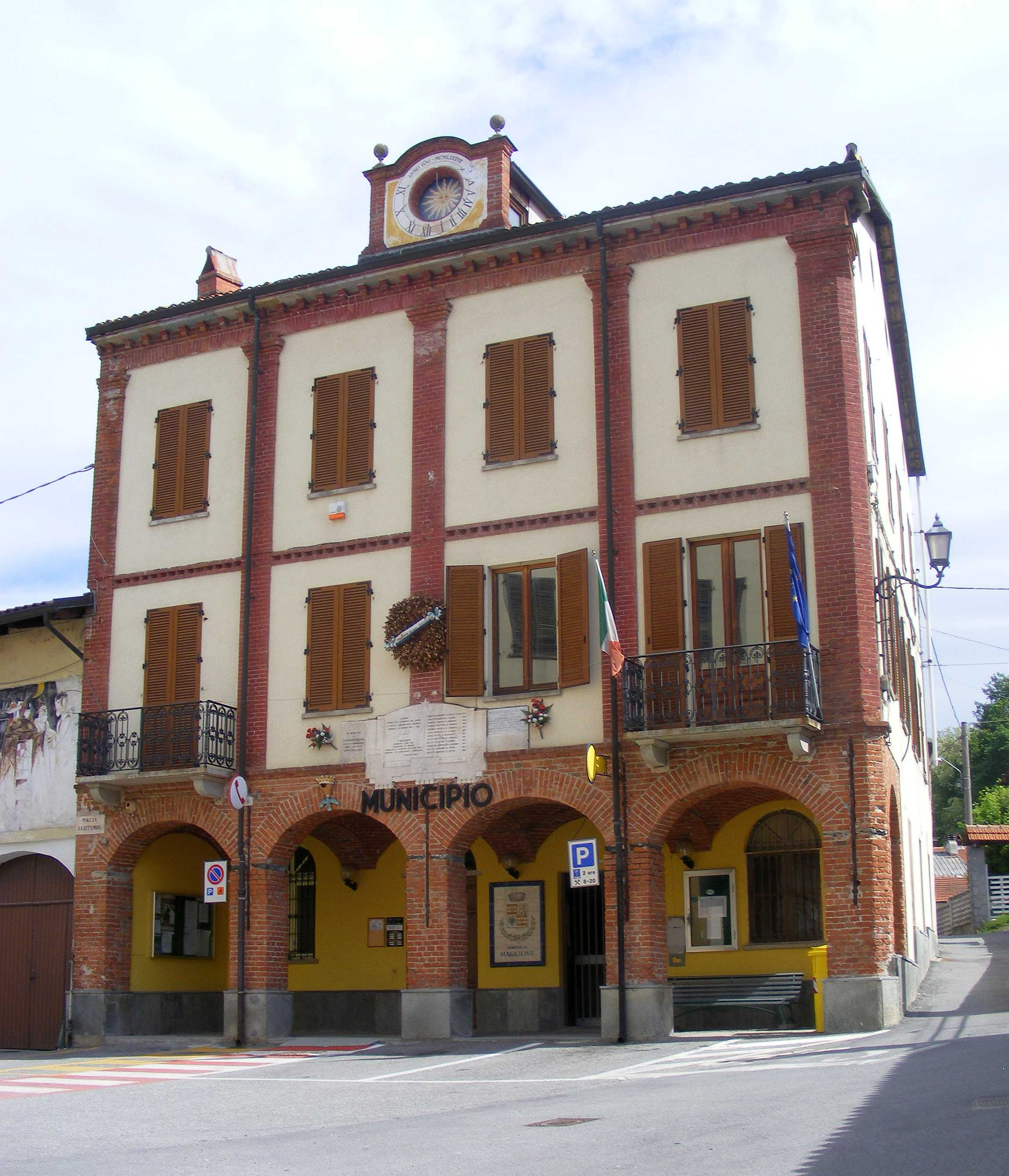
Gemeindeverwaltung

Der Ortsname geht auf das 10. Jahrhundert als Castro Malione zurück. Die ersten Nachrichten stammen aus dem Jahr 999, als das Dorf in einer Landschenkung von Kaiser Otto III. an den Bischof von Vercelli benannt wurde. Es sind jedoch auch Varianten bekannt, darunter Maglonus aus dem Jahr 1224 und Loco Mallioni aus dem Jahr 1229.
Die Stadt erlitt im Jahr 1462 leichte Schäden durch den Feldzug savoytreuer Truppen gegen die Masino und viel schwerwiegendere Schäden zwischen 1648 und 1657, als die Spanier sie angriffen und belagerten, während sie 1704 von den Franzosen auf ihrem Marsch nach Ivrea besetzt wurde.
Eine Besonderheit von Maglione ist das Museo d’Arte Contemporanea all’Aperto di Maglione (M.A.C.A.M.), das immer geöffnet ist. Der Grund ist einfach. Die Kunstwerke sind nicht in den Räumen eines Gebäudes eingeschlossen, sondern zwischen den Wänden der Häuser, den Straßen und Plätze verstreut.
Die Idee des Freilichtmuseums kam 1985 einem berühmten Bürger von Maglione, dem Direktor Maurizio Corgnati. Seitdem wurden italienische und ausländische Künstler unterschiedlichster künstlerischer Richtung eingeladen, ihre Werke in einer einzigartigen Kombination aus Tradition und Avantgarde zu produzieren und in den Straßen von Maglione zu platzieren. Bis heute sind es 165 Kunstobjekte von den Geometrien von Roberto Caracciolo bis zu den expressionistischen Farben von Bert van Zelm, von den Monochromien von Piero Ruggeri bis zu den Gesichtszügen von Francesco Tabusso und Ugo Nespolo. Unter den Skulpturen sticht das Denkmal für den Bauern von Piero Gilardi hervor, das mit alten Werkzeugen der landwirtschaftlichen Zivilisation errichtet wurde, und auf der Piazza XX Settembre befindet sich ein Werk von Giò Pomodoro.

## Persönlichkeit
- Maurizio Corgnati, (* 1917 - † 1992), Regisseur und Autor